# Piet Rentmeester
Piet Rentmeester (Yerseke, 27 de agosto de 1938 - 11 de febrero de 2017) fue un ciclista neerlandés, que fue profesional entre 1960 y 1966. Durante su carrera deportiva consiguió más de 40 victorias, siendo la más destacada la París-Camembert de 1962.

## Palmarés
- 1958
  - 1º en el Tour de Limburgo
- 1961
  - 1º en la Gante-Bruges-Anverso
  - 1º en la Nationale Sluitingsprijs
  - Vencedor de 2 etapas de la Vuelta a los Países Bajos
  - Vencedor de una etapa del Tour del Norte
- 1962
  - 1º en  la Dwars door Gendringen
  - 1º en la Kuurne-Bruselas-Kuurne
  - 1º en la París-Camembert
- 1963
  - 1º en la Bruselas-Charleroi-Bruselas
- 1964
  - Vencedor de una etapa de la Volta a Cataluña
  - Vencedor de una etapa de la Ruta del Sol

### Resultados en la Vuelta a España
- 1964. Abandona